# Distretto di Gömeç
Il distretto di Gömeç (in turco: Gömeç ilçesi) è un distretto della Turchia nella Provincia di Balıkesir con 11.755 abitanti (dato 2012) dei quali 5.141 urbani e 6.614 rurali 
Il capoluogo è la città di Gömeç.

## Geografia antropica

### Suddivisioni amministrative
Il distretto è suddiviso in 2 comuni (Belediye) e 9 villaggi (Köy)